# 笠師保村
笠師保村（かさしほむら）は、石川県鹿島郡に存在した村。
村の名称は、鎌倉時代から存在した保の名称をそのまま村の名称とした。

## 地理・概要
- 現在の七尾市の北部、旧・中島町においては南部に位置。
- 東側は七尾湾を臨み、西側は丘陵になっている。
- 当時、産業は米作中心で、七尾湾沿いではカキ養殖も多く行われていた。

## 歴史
- 鎌倉時代 - 「笠師保」が存在した。
- 1889年（明治22年）4月1日 - 町村制の施行により、鹿島郡笠師村、笠師新村、筆染村及び塩津村を廃し、その区域をもって鹿島郡笠師保村を設置する。当時の世帯数・人口は290世帯、1,555人。
- 1920年（大正9年）- 世帯309、人口1,552人。
- 1928年（昭和3年）10月31日 - 国鉄七尾線の和倉駅〜能登中島駅が開通し、同日、村内に笠師保駅開業。
- 1953年（昭和28年）- 世帯353、人口1,811人。
- 1954年（昭和29年）11月3日 - 鹿島郡中島村、熊木村、西岸村、豊川村、笠師保村及び釶打村を廃し、その区域をもって鹿島郡中島町を設置する。8大字は中島町の大字に継承。

## 交通
- 国鉄七尾線
  - 笠師保駅
- 国道249号（現在の道路）

## 教育
- 笠師保村立笠師保中学校
- 笠師保村立笠師保小学校（2004年3月31日で廃校、中島小学校に統合。）